# Nationales Olympisches Komitee der Vereinigten Arabischen Emirate
Das Nationale Olympische Komitee der Vereinigten Arabischen Emirate  (arabisch اللجنة الأولمبية الوطنية بدولة الإمارات العربية المتحدة, DMG al-Laǧna al-ūlimbiyya al-waṭaniyya bi-Daulat al-Imārāt al-ʿarabiyya al-muttaḥida) ist das Nationale Olympische Komitee der Vereinigten Arabischen Emirate.

## Geschichte
Das Nationale Olympische Komitee der Vereinigten Arabischen Emirate (NOC) wurde 1979 nach dem Ministerialbeschluss Nr. 200 vom 19. Dezember 1979 gegründet und trat 1980 dem Internationalen Olympischen Komitee, 1980 dem Arabischen Verband der Sportspiele, 1981 der Vereinigung der Nationalen Olympischen Komitees, 1982 dem Olympic Council of Asia und 1985 dem Islamischen Sport-Solidaritätsverband bei.